# Euchorthippus pulvinatus
Euchorthippus pulvinatus of gele prairiesprinkhaan is een rechtvleugelig insect uit de familie veldsprinkhanen (Acrididae). De wetenschappelijke naam van deze soort is voor het eerst geldig gepubliceerd in 1846 door Johann Gotthelf Fischer von Waldheim.